# Хемогеноміка

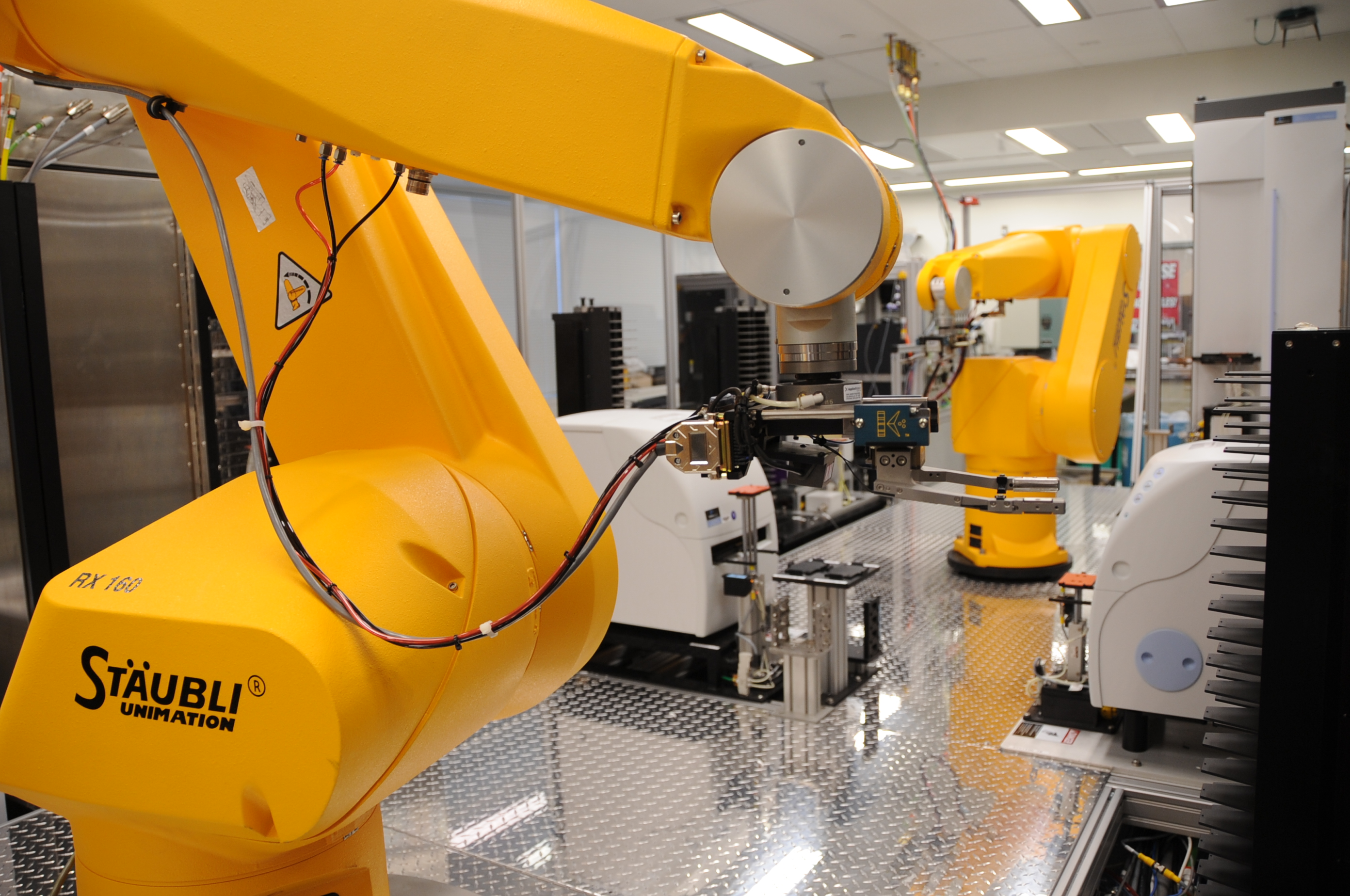
Хемогеномічний робот.

Хемогеноміка (англ. chemogenomics, рос. хемогеномика) — встановлення хімічної структури та функцій генів з використанням їх реакцій з малими синтетичними молекулами з метою використання отриманих знань для дизайну нових методів лікування та лікарських речовин. При цьому широко використовуються усі основні методи комбінаторної хімії. Синонім — хімічна геноміка.